# 플라스틱 의자

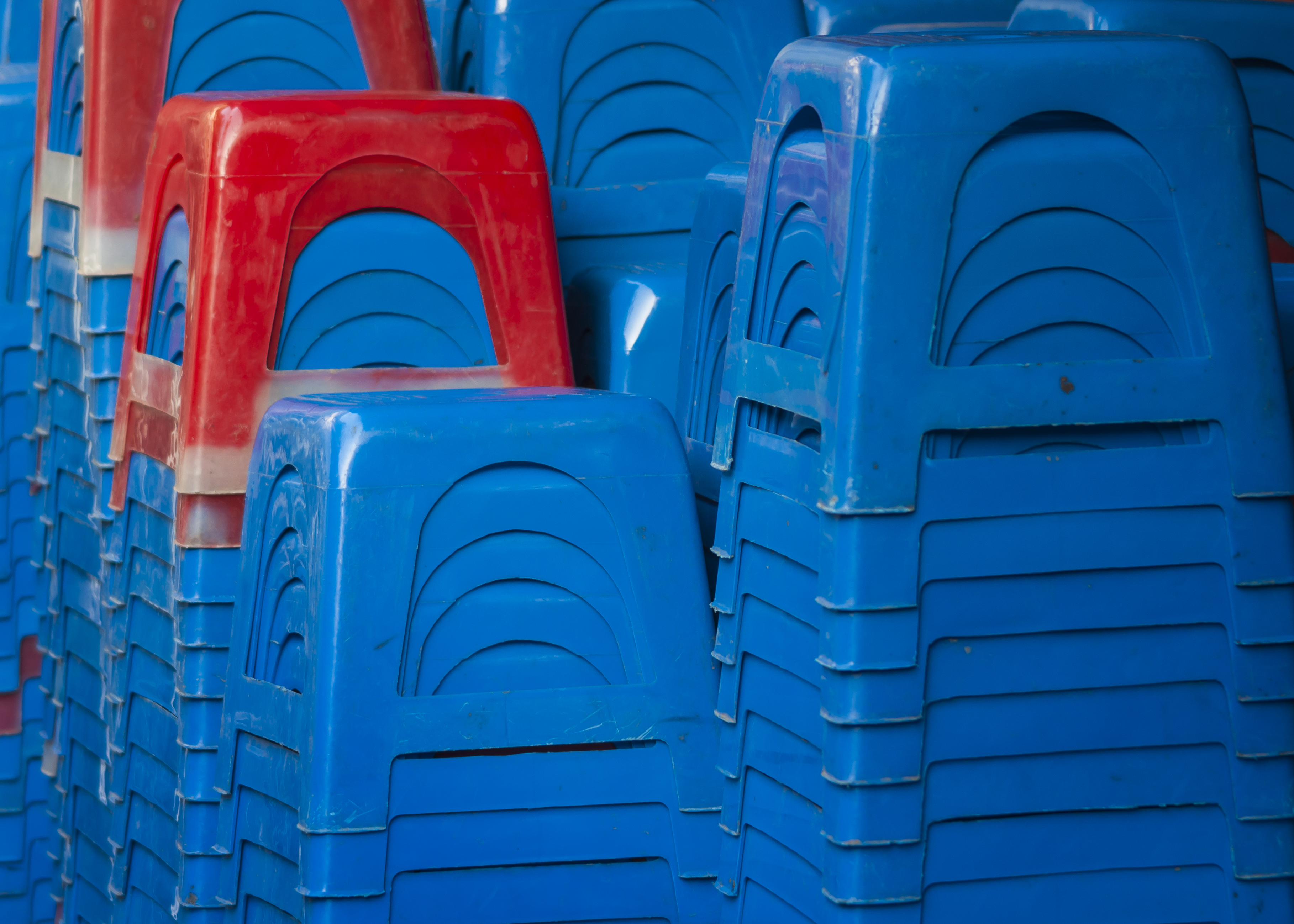
등받이가 없는 플라스틱 의자(stool)가 쌓여 있는 모습

플라스틱 의자(Plastic Seat)는 폴리프로필렌(PP), 폴리염화 비닐(PVC), 폴리카보네이트(PC) 등 플라스틱을 소재로 사용해 만든 의자이다. 내구성, 이동성, 경제성이 뛰어나 야외·실내용·상업용 등 다양한 용도로 사용된다. 일반적으로 사출 성형 방식으로 제작된다.
플라스틱 의자는 크게 기능적인 측면으로 폴딩, 스택, 스툴 등으로 나눌 수 있으며, 특정 디자이너가 만든 유명한 의자로 모노블록이나 판톤 의자 등을 꼽을 수 있다.

## 역사
플라스틱 의자는 1905년 독일의 쿤스츠토프 테히니크 회사가 셀룰로오스 레진으로 만든 의자로 최초로 만들어졌다. 이후 찰스·레이 이임스가 1948년 저비용 가구 공모전에서 합성수지와 유리섬유 복합재를 활용한 몰딩 체어를 디자인해 출품했고, 1950년대 대규모 생산에 돌입하면서 플라스틱 의자 시대가 열렸다.
1976년 덴마크의 디자이너 베르너 판톤이 일체형 곡선 플라스틱으로 이루어진 의자인 "판톤 의자"를 개발하면서 디자인과 플라스틱의 유연성 기술이 합쳐진 최초의 디자인적인 의자가 나왔다.